# Partido Obrero Socialista (Chile)

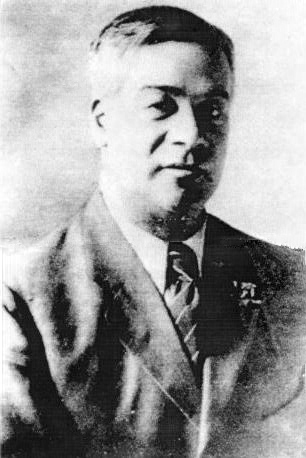
Luis Emilio Recabarren, fundador del Partido Obrero Socialista.

El Partido Obrero Socialista (POS) fue un partido político de izquierda chileno fundado en Iquique en 1912 por Luis Emilio Recabarren junto a un grupo de obreros salitreros luego de haberse desencantado por su antigua militancia en el Partido Demócrata.
Si bien no fue el primer partido de clara orientación socialista y obrera en Chile ya que anteriormente surgieron a partir del Partido Demócrata otras organizaciones pero de corta existencia como el Centro Social Obrero (1896), Agrupación Fraternal Obrera (1896) que se fusionan en la Unión Socialista (1897, posterior Partido Socialista Chileno, 1897-1898), el Partido Obrero Francisco Bilbao (posterior Partido Socialista 1898-1901). El POS se constituyó en la agrupación de mayor duración y número de militantes con una alta influencia en los obreros y sus organizaciones. Participó activamente en la Federación Obrera de Chile (FOCH), asumiendo la totalidad de su dirección sindical.

## Antecedentes y fundación

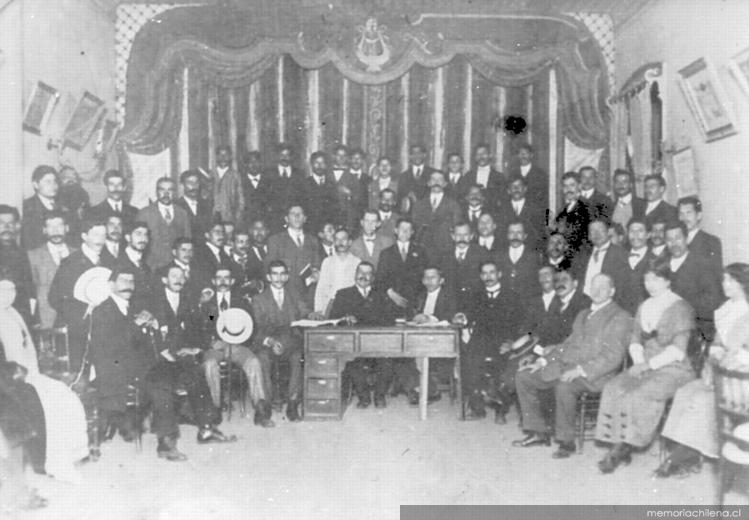
Primera directiva del Comité Central del Partido Obrero Socialista, en 1912.

Los orígenes del partido hace contexto hacia finales del siglo XIX y comienzos del siglo XX, en donde si bien Chile tuvo un enorme crecimiento económico a raíz del auge del salitre y la explotación minera, terminaba beneficiando solo a la oligarquía nacional, mientras que gran parte de la población yacía en la pobreza y bajo múltiples carencias de necesidades básicas. Los obreros del norte de Chile, especialmente en los campamentos salitreros y mineros vivían bajo condiciones bastante deplorables, siendo víctimas de cualquier vulneración a sus derechos humanos. Es bajo ese contexto en el que Luis Emilio Recabarren junto con otros exmilitantes del Partido Demócrata (PD), quienes comienzan a realizar una difusión de panfletos en las oficinas salitreras, en donde se critican las injusticias en las que viven las familias obreras del norte de Chile, a la vez que convocaban diversas conferencias y movilizaciones, generalmente en las ciudades de Antofagasta e Iquique.
Fundado por el obrero tipógrafo Luis Emilio Recabarren, junto a unos treinta obreros salitreros y empleados, éstos acuerdan, por unanimidad, fundar el «partido político de la clase obrera chilena», al cual denominan Partido Obrero Socialista (POS). En el acta de esa sesión, publicada por el diario El Despertar de los Trabajadores, se mencionan veintisiete nombres, agregando: "y varios otros amigos". La nómina de estos es: Luis Emilio Recabarren, presidente; Enrique Salas, vicepresidente; Néstor Recabarren, secretario general; Ruperto Gil, secretario; David Barnes (ciudadano ecuatoriano), tesorero; Nicolás Bretón (ciudadano español), delegado; Teresa Flores, la única mujer participante en la fundación; Vicente Olivos, José Francisco García, Luis Figueroa, Ladislao Córdova, Juan Álvarez, Elías Lafertte, José del Carmen Aliaga, Carlos Alberto Martínez, Salvador Barra Woll, Miguel Carrasco, L. Zabala, J., Faúndez, E. Jorquera, L. Vargas, E. Díaz, D.M. Agüero, R. Olivares, E. Corbetto, Véliz y A. López.[cita requerida]
En los meses de octubre y noviembre de 1912, El Despertar de los Trabajadores publica, en forma de folletín, el primer programa político y los primeros estatutos del partido, ambos redactados por Recabarren. En el programa se establece:[cita requerida]

El Partido Obrero Socialista expone que el fin de sus aspiraciones es la emancipación total de la Humanidad, aboliendo las diferencias de clases y convirtiendo a todos en una sola clase de trabajadores, dueños del fruto de su trabajo, libres, iguales, honrados e inteligentes, y la implantación de un régimen en que la producción sea un factor común y común también el goce de los productos.

## El Primer Congreso Socialista de Chile (1915)
El 1 de mayo de 1915, nueve de las dieciocho agrupaciones socialistas de Chile se congregaron en el primer Congreso Socialista en un modesto teatro de Santiago, siendo presidida por Ramón Morey, político socialista argentino, quien en ese entonces era diputado provincial de Mendoza. Allí, se congregaron las delegaciones de Iquique (liderada por Recabarren), Sierra Gorda, Taltal, Viña del Mar, Valparaíso y Santiago, y de manera indirecta, participaron las secciones socialistas de Tocopilla, Calama y Concepción y Punta Arenas.
Fue a partir de este evento en donde las agrupaciones adoptan el nombre oficial de ''Partido Obrero Socialista de Chile'', se estableció una declaración de principios y un estatuto orgánico único, manifestaron su rechazo transversal hacia la Primera Guerra Mundial al considerarlo como un conflicto propiciado por la burguesía para sus intereses capitalistas, acordaron votar en blanco para las elecciones presidenciales que se iban a realizar ese mismo año, y fijaron acuerdos en relación con los movimientos sociales y acciones ejercidas por las clases populares. Además, se estableció un ''Programa de Mejoramiento Social'', en donde acordaron las siguientes medidas:
- Libertad de asociación, reunión y prensa
- Abolición de los ejércitos permanentes
- Confiscación de los bienes de la Iglesia Católica
- Separación de la Iglesia y el Estado
- Establecimientos de jurados populares para toda clase de delitos
- Abolición de la pena de muerte
- Reformas al Código Civil, en donde se garantice la igualdad de sexos
- Abolición del Senado, Consejo de Estado y Comisión Conservadora
- Elección directa para el cargo de presidente de la República
- Reemplazo de las cárceles por colonias que garanticen la reinserción económica y social de los reos
- Inhabilitación de ejercer cargos públicos a abogados representantes de sindicatos y empresas capitalistas

## Desarrollo posterior
El 1 y 2 de mayo de 1915, tiene lugar en Viña del Mar el  Congreso del POS. Este ratifica el Programa y los Estatutos publicados en 1912, condena a la guerra mundial como imperialista y repudia la actitud de los dirigentes de la Segunda Internacional. Elige una dirección central, denominaba Comité Ejecutivo Nacional (CEN), formada por: Luis González Olivares, Secretario General; Ramón Sepúlveda Leal, Secretario de Actas; Ramón Lassa, Tesorero; Carlos Flores y Víctor M. Roa, vocales. Suplentes: Arturo Segundo Pastene y Ernesto Acuña.
Durante el 5to. Congreso de enero de 1922 resuelve afiliarse a la Internacional Comunista y transformarse en el Partido Comunista de Chile, aún hoy existente.

## Resultados electorales

### Parlamentarias
|  | 0,64 % |

|  | 2,16 % |

|  | 0,49 % |